# Joseph Rosskopf
Joseph „Joey” Rosskopf (ur. 5 września 1989 w Decatur) – amerykański kolarz szosowy.

## Osiągnięcia
Opracowano na podstawie:

2011
- 2. miejsce w Tour du Rwanda
  - 1. miejsce na 3. etapie

2013
- 3. miejsce w Flèche du Sud
- 1. miejsce w Paryż-Arras Tour
  - 1. miejsce na 1. etapie
- 3. miejsce w Philadelphia International Cycling Classic
- 1. miejsce na 4. etapie Tour de Beauce

2014
- 2. miejsce w mistrzostwach panamerykańskich (jazda indywidualna na czas)
- 2. miejsce w mistrzostwach panamerykańskich (start wspólny)
- 1. miejsce w klasyfikacji górskiej Tour of Utah

2015
- 1. miejsce na 3. etapie Critérium du Dauphiné (jazda drużynowa na czas)
- 1. miejsce na 1. etapie Vuelta a España (jazda drużynowa na czas)

2016
- 1. miejsce w Tour du Limousin
  - 1. miejsce na 1. etapie
- 1. miejsce na 5. etapie Eneco Tour (jazda drużynowa na czas)
- 2. miejsce w mistrzostwach świata (jazda drużynowa na czas)

2017
- 1. miejsce na 2. etapie Volta Ciclista a Catalunya (jazda drużynowa na czas)
- 1. miejsce w mistrzostwach Stanów Zjednoczonych (jazda indywidualna na czas)

2018
- 1. miejsce w mistrzostwach Stanów Zjednoczonych (jazda indywidualna na czas)

2020
- 1. miejsce w klasyfikacji górskiej Santos Tour Down Under
- 3. miejsce w Tour Poitou-Charentes en Nouvelle-Aquitaine

2021
- 1. miejsce w mistrzostwach Stanów Zjednoczonych (start wspólny)

## Rankingi
| Rok              | 2012 | 2013 | 2014 | 2015 | 2016 | 2017 | 2018  | 2019 | 2020 | 2021 | 2022  | 2023 | 2024  |
| ---------------- | ---- | ---- | ---- | ---- | ---- | ---- | ----- | ---- | ---- | ---- | ----- | ---- | ----- |
| UCI World Tour   |      |      |      | -    | -    | 354. | 197.  |      |      |      |       |      |       |
| World Ranking    |      |      |      |      | 257. | 630. | 424.  | 727. | 247. | 453. | 1881. | 817. | 3393. |
| UCI Europe Tour  | -    | 195. | -    |      | 270. | 624. | 1609. |      |      |      |       |      |       |
| UCI Asia Tour    | -    | 212. | -    |      | 198. | 514. | 580.  |      |      |      |       |      |       |
| UCI America Tour | 196. | 112. | 7.   |      | 72.  | 91.  | 64.   | 81.  | 19.  | 41.  | 295.  | 85.  | -     |
| UCI Africa Tour  | 26.  | -    | -    |      | -    | -    | -     |      |      |      |       |      |       |
|                  |      |      |      |      |      |      |       |      |      |      |       |      |       |
| Źródło: UCI      |      |      |      |      |      |      |       |      |      |      |       |      |       |